# Festival Internacional de Cine de Cannes de 1985
El 38º Festival de Cine de Cannes se celebró entre el 8 al 20 de mayo de 1985. La Palma de Oro fue otorgada a Papá está en viaje de negocios de Emir Kusturica.
El festival se abrió con Witness, dirigida por Peter Weir y lo cerró con La selva esmeralda, dirigida por John Boorman. El festival rindió un homenaje al actor estadounidense James Stewart y exhibió una versión restaurada de su película del 1954 The Glenn Miller Story, dirigida por Anthony Mann.

## Jurado

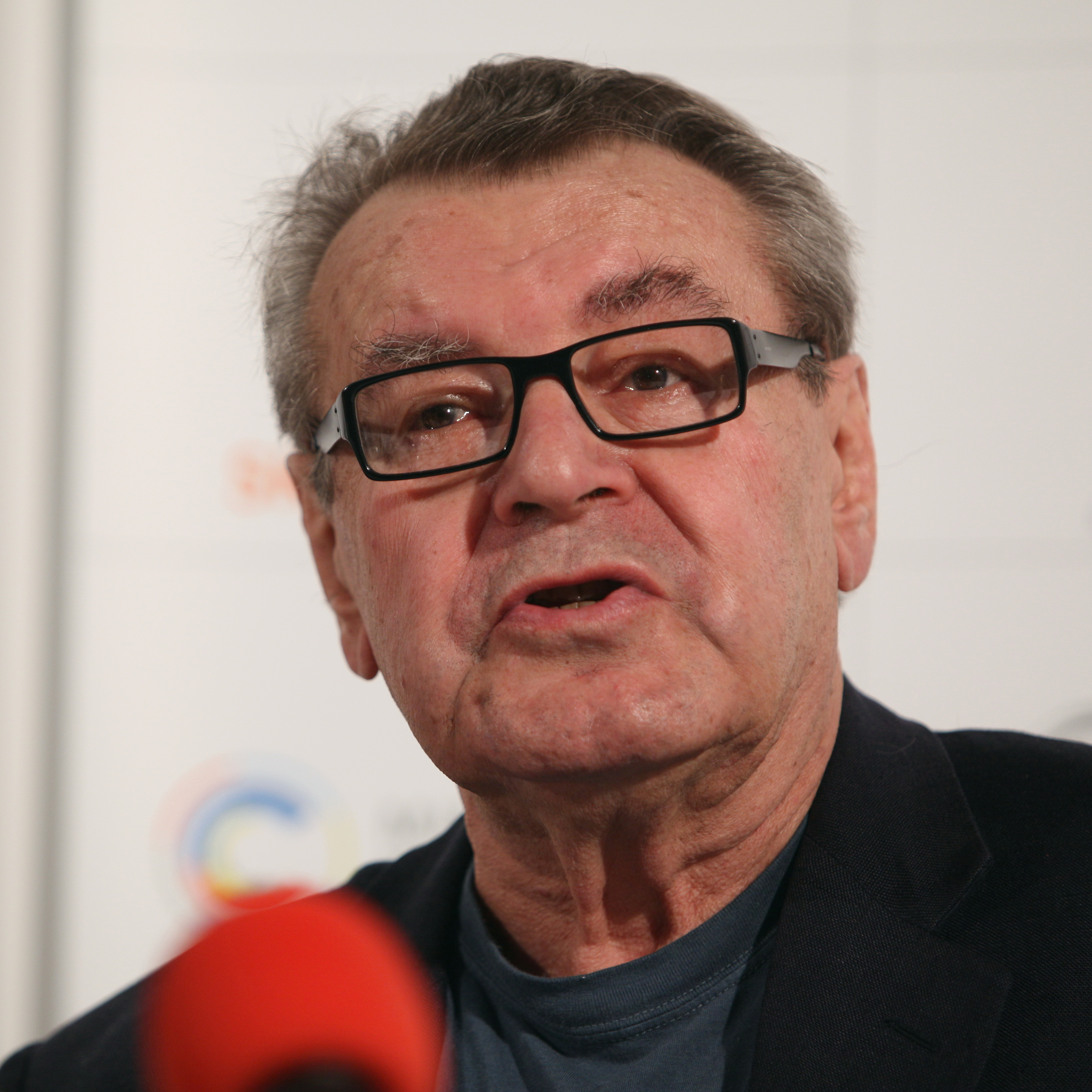
Miloš Forman, presidente del jurado de la competición principal

### Competición principal
Las siguientes personas fueron nominadas para formar parte del jurado de la competición principal en la edición de 1985:
- Miloš Forman (Checoslovaquia) Presidente del jurado
- Claude Imbert (Francia) (periodista)
- Edwin Zbonek (Austria)
- Francis Veber (Francia)
- Jorge Amado (Brasil)
- Mauro Bolognini (Italia)
- Michel Perez (Francia)
- Mo Rothman (EUA)
- Néstor Almendros (España)
- Sarah Miles (GB)

### Cámara d'Or
Las siguientes personas fueron nominadas para formar parte del jurado de la Caméra d'or de 1986: 
- Bernard Jubard
- Bertrand Van Effenterre (director)
- Joël Magny (crítico)
- Jose Vieira Marques (cinéfilo)
- Lorenzo Codelli (periodista)
- Peter Cowie (historiador de cine)

## Selección oficial

### En competición – películas
Las siguientes películas compitieron por la Palma d'Or:
- Weda'an Bonapart (وداعا بونابرت), de Youssef Chahine  (Egipto)
- Birdy, de Alan Parker (Estados Unidos)
- Espérame en el infierno, de Ray Lawrence (Australia)
- Poulet au vinaigre, de Claude Chabrol (Francia)
- The Coca-Cola Kid, de Dušan Makavejev (Australia)
- Oberst Redl, de István Szabó (Hungría)
- Derborence, de Francis Reusser (Suiza)
- Détective, de Jean-Luc Godard (Francia)
- Saraba hakobune (さらば箱舟), de Shūji Terayama (Japón)
- Insignificance, de Nicolas Roeg (Gran Bretaña)
- Joshua Then and Now, de Ted Kotcheff (Canadá)
- El beso de la mujer araña, de Héctor Babenco (Brasil)
- La historia oficial, de Luis Puenzo (Argentina)
- Scemo di guerra, de Dino Risi (Italia)
- Máscara, de Peter Bogdanovich (Estados Unidos)
- Mishima, una vida en cuatro capítulos, de Paul Schrader (Estados Unidos)
- El jinete pálido, de Clint Eastwood (Estados Unidos)
- Rendez-vous, de André Téchiné (Francia)
- Le due vite di Mattia Pascal, de Mario Monicelli (Italia)
- Papá está en viaje de negocios, de Emir Kusturica (Yugoslavia)

### Un Certain Regard
Las siguientes películas fueron elegidas para competir en Un Certain Regard:
- A.K. de Chris Marker
- Ad Sof Halaylah de Eitan Green
- Milyy, dorogoy, lyubimyy, edinstvennyy... de Dinara Asanova
- Il diavolo sulle colline de Vittorio Cottafavi
- Une femme en Afrique de Raymond Depardon
- Himatsuri de Mitsuo Yanagimachi
- Dediščina de Matjaž Klopčič
- Latino de Haskell Wexler
- Das Mal des Todes de Peter Handke
- Monsieur de Pourceaugnac de Michel Mitrani
- Le mystère Alexina de René Féret
- Oriana de Fina Torres
- Padre nuestro de Francisco Regueiro
- A Private Function de Malcolm Mowbray
- Le thé au harem d'Archimède de Mehdi Charef
- Tokyo-Ga de Wim Wenders

### Películas fuera de competición
Las siguientes películas fueron elegidas para ser proyectadas fuera de competición:
- La selva esmeralda de John Boorman
- The Glenn Miller Story de Anthony Mann
- Jumping de Osamu Tezuka
- Die Nacht de Hans-Jürgen Syberberg
- Night Magic de Lewis Furey
- La rosa púrpura del Cairo de Woody Allen
- The Satin Slipper (Le soulier de Satin) de Manoel de Oliveira
- Steaming de Joseph Losey
- Witness de Peter Weir

### Cortometrajes en competición
Los siguientes cortometrajes competían para la Palma de Oro al mejor cortometraje:
- L'anniversaire de Georges de Patrick Traon
- Jenitba de Slav Bakalov y Rumen Petkov
- Stop de Krzysztof Kiwerski
- Tusagi de Bondo Shoshitaishvili

## Secciones paralelas

### Semana Internacional de la Crítica
Las siguientes películas fueron elegidas para ser proyectadas en la Semana de la Crítica (25º Semaine de la Critique):
Películas en competición
- Le Temps détruit de Pierre Beuchot
- Visages de femmes de Desiré Ecaré
- Kolp de Roland Suso Richter
- Vertiges de Christine Laurent
- The Color of Blood de Bill Duke
- Fucha de Michai Dudziewicz
- La Cage aux canaris de Pavel Txukhrai
- A Marvada Carne de André Klotzel

### Quincena de Realizadores
Las siguientes películas fueron elegidas para ser proyectadas en la Quincena de Realizadores de 1985 (Quinzaine des Réalizateurs):
- A Flash of Green de Victor Nuñez
- Crossover Dreams de Leon Ichaso
- Da Capo de Pekka Lehto, Pirjo Honkasalo
- Bailar con un extraño de Mike Newell
- Buscando a Susan desesperadamente de Susan Seidelman
- Dim Sum: A Little Bit of Heart de Wayne Wang
- Al Hob Fawk Habadet al Haram de Atef El Tayeb
- Ghazal el-Banat de Jocelyne Saab
- Gouloubye Gory de Eldar Xengelaia
- Impiegati de Pupi Avati
- La ciudad y los perros de Francisco J. Lombardi
- La noche más hermosa de Manuel Gutiérrez Aragón
- Les Anges de Ridha Behi
- Lieber Karl de Maria Knilli
- Megfelelo Ember Kenyes Feladatra de Janos Kovacsi
- O Erotas tou Odyssea de Vassilis Vafeas
- The Funeral (Osōshiki) de Juzo Itami
- The Innocent de John Mackenzie

## Premios

### Premios oficiales
Els galardonados en las secciones oficiales de 1985 fueron:
- Palma de Oro:  Papá está en viaje de negocios de Emir Kusturica
- Gran Premio del Jurado:  Birdy de Alan Parker
- Mejor director: André Téchiné por Rendez-vous
- Mejor actriz: Norma Aleandro por La historia oficial y Cher per Máscara
- Mejor actor: William Hurt por El beso de la mujer araña
- Mejor contribución artística: Paul Schrader por Mishima, una vida en cuatro capítulos
- Premio del Jurado:  Oberst Redl de István Szabó

Caméra d'or
- Caméra d'or:  Oriana de Fina Torres
- Palma de Oro al mejor cortometraje:  Jenitba de Slav Bakalov y Rumen Petkov

### Premios independentes
Premios FIPRESCI
Papá está en viaje de negocios de Emir Kusturica (En competición)
- La rosa púrpura del Cairo de Woody Allen (fuera de competición)
- Visages de femmes de Desiré Ecaré (Semana internacional de la crítica)

Commission Supérieure Technique
- Gran Premio Técnico: Insignificance de Nicolas Roeg

Jurado Ecuménico
- Premio del Jurado Ecuménico: La historia oficial de Norma Aleandro
- Jurado Ecuménico - Mención especial:  Thérèse de Alain Cavalier

Premio de la Juventud
- Película extranjera: Bailar con un extraño de Mike Newell
- Película francesa:  Le thé au harem d'Archimède de Mehdi Charef